# Convivenza (antica Roma)
(Pietra tombale, Colonia, I secolo d.C., «CIL», XII, 12059)
La convivenza tra un uomo e una donna nell'antica Roma era considerata una pratica normale, al di fuori di ogni giudizio morale negativo o di riprovazione sociale per una scelta di vita in comune ritenuta non diversa dal matrimonio, se non per gli aspetti giuridici.
I romani usavano due termini per indicare la convivenza:
- concubinatus, giacere insieme
- contubernium, vivere nella medesima tenda, abitare nella medesima casa

I componenti della convivenza venivano indicati come concubina o contubernalis termini che non esprimevano disprezzo ma anzi, era tanto accettata questa condizione sociale che veniva indicata anche nelle iscrizioni funebri dove talvolta i conviventi erano semplicemente indicati come marito, uxor, coniunx: segno questo che quel tipo di unione era comunemente considerato un matrimonio di fatto.
Abitualmente usati erano anche i termini di amicus e amica dal significato non dissimile dal nostro "compagno" e "compagna".

## La convivenza dei liberti
Oltre che per scelta personale, la forma della convivenza era dettata anche da una serie di circostanze ostative del matrimonio legale: ad esempio, nei primi secoli dell'Impero i legionari in servizio attivo non potevano sposarsi dovendo dedicarsi interamente all'esercito mentre era loro consentito convivere con una concubina o focaria (da focus, focolare) governante
Anche ai membri del senato era proibito contrarre matrimoni con liberti ma potevano adottare come altri la convivenza che però comportava la conseguenza che i figli nati dall'unione sarebbero stati considerati illegittimi e quindi in una condizione sociale disagiata.
Giuristi come Ulpiano ritenevano questa situazione un'offesa soprattutto per la madre e quindi sostenevano che l'unica differenza tra una moglie e una concubina di un senatore dovesse essere unicamente la dignitas della donna.
Caso assai raro era quello di una donna della classe senatoriale concubina di un liberto.
Il concubinato era imposto anche a quelle donne esercitanti mestieri diffamanti come le prostitute, le attrici e le ostesse (spesso tenutarie di bordelli annessi all'osteria) che non potevano contrarre matrimonio legale con uomini liberi.
Poteva anche accadere che ricorresse alla convivenza un vedovo, specie se appartenente alla classe aristocratica e quindi obbligato a una certa dignità sociale, per rispetto formale verso la moglie defunta e per i figli di primo letto: come era stato il caso anche di imperatori come Vespasiano e Marco Aurelio
In tutti questi casi di convivenza non si violava il carattere monogamico dell'unione informale condizione che non poteva essere lecitamente associata al matrimonio legale

## La convivenza degli schiavi e dei liberti
Gli schiavi non potevano sposarsi ed era spesso il loro stesso padrone che predisponeva per loro un'unione in contubernium poiché questi legami familiari generavano maggiore lealtà e laboriosità in chi aveva una famiglia da salvaguardare.
Questo valeva soprattutto per quegli schiavi che avessero funzioni di responsabilità ad esempio in un podere ai quali, gli scrittori di faccende agrarie, consigliavano ai padroni di assegnare una donna «che sia adatta a loro e possa dare anche una mano»
Insolito il caso di Catone che permetteva ai suoi schiavi di avere tra loro rapporti sessuali ma solo a pagamento
I figli nati dalla convivenza tra schiavi entravano a far parte come vernae (schiavi nati in casa) della proprietà del padrone e, come membri della stessa familia, potevano sperare di non essere divisi né venduti o lasciati in eredità separatamente, anche se non vi erano leggi precise che stabilissero questo come un loro diritto.

Il contubernium nato in schiavitù poteva continuare anche nella condizione di liberti, e se i conviventi fossero divenuti entrambi liberi, si poteva trasformare in un matrimonio legale. Cosa che accadeva di frequente nel caso di un liberto che s'impegnasse a rendere libera la sua conturbenalis, come aveva fatto un ospite alla cena di Trimalchione, che ostentava il fatto di aver acquistato la libertà prima per sé e poi 
(Petr., 57, 6)

## La convivenza obbligata
La convivenza non era dettata da una libera scelta di non legarsi con un'unione legale che anzi si cercava di realizzare appena possibile. Nella maggior parte dei casi la convivenza, così diffusa nel mondo romano antico, non va presa come un indizio di una società difettosa moralmente ma era imposta da una legislazione che rendeva difficile, se non impossibile, per le classi sociali inferiori la celebrazione di matrimoni legali.